# Scherzando col fuoco
Scherzando col fuoco ( 玩儿的就是心跳  Wanr de jiushi xintiao) è un romanzo di Wang Shuo del 1989. È stato pubblicato in Italia da Mondadori. 

## Trama
La vita di Fang Yan cambia completamente quando la polizia lo informa che è il principale sospettato dell'omicidio di Gao Yang, un suo amico. Sebbene incapace di ricordare completamente il proprio passato, Fang Yan è convinto della propria innocenza ed inizia ad indagare da sé sulla morte dell'amico, braccato nel frattempo dalla polizia. I suoi incontri e i suoi tentativi di ricostruire le due settimane di cui non ha più ricordo finiscono per rendere ancora più nebuloso il caso: persone che non ha mai incontrato prima d'ora giurano d'averlo visto, di aver parlato con lui..
Solo alla fine Fang Yan scopre di essere vittima di un complotto: tempo addietro alcuni dei suoi più inseparabili amici, tra cui Gao Yang, hanno commesso un delitto ed ucciso uno di loro, tanto per "scherzare col fuoco". Subito si era deciso di incolpare Fang Yan dell'accaduto e Gao Yang, uno dei responsabili, ha fatto in modo di spacciarsi per lui ovunque viaggiasse.

## Edizioni
- Whang Shuo, Scherzando col fuoco, traduzione di Rosa Lombardi, Milano, Mondadori, 1998, ISBN 978-88-04-43597-6.